# Liste der Biografien/Harto
Liste der Biografien |
Portal Biografien |
Personensuche
# |
A |
B |
C |
D |
E |
F |
G |
H |
I |
J |
K |
L |
M |
N |
O |
P |
Q |
R |
S |
T |
U |
V |
W |
X |
Y |
Z |
?
 
Ha |
Hd |
He |
Hi |
Hj |
Hk |
Hl |
Hm |
Hn |
Ho |
Hr |
Hs |
Ht |
Hu |
Hv |
Hw |
Hy
 
Haa |
Hab |
Hac |
Had |
Hae–Haf |
Hag |
Hah |
Hai |
Haj |
Hak |
Hal |
Ham |
Han |
Hao |
Hap |
Haq |
Har |
Has |
Hat |
Hau |
Hav |
Haw |
Hax |
Hay |
Haz
 
Hara |
Harb |
Harc |
Hard |
Hare |
Harf |
Harg |
Harh |
Hari |
Harj |
Hark |
Harl |
Harm |
Harn |
Haro |
Harp |
Harr |
Hars |
Hart |
Haru |
Harv |
Harw |
Harx |
Hary |
Harz
 
Harta |
Hartb |
Hartd |
Harte |
Hartf |
Hartg |
Harth |
Harti |
Hartj |
Hartk |
Hartl |
Hartm |
Hartn |
Harto |
Hartr |
Harts |
Hartt |
Hartu |
Hartv |
Hartw |
Harty |
Hartz
Die Liste der Biografien führt alle Personen auf, die in der deutschsprachigen Wikipedia einen Artikel haben. Dieses ist eine Teilliste mit 36 Einträgen von Personen, deren Namen mit den Buchstaben „Harto“ beginnt.

## Harto
- Harto, Joshua (* 1979), US-amerikanischer Schauspieler

### Hartog
- Hartog van Banda, Lo (1916–2006), niederländischer Comicszenarist und Autor
- Hartog, Arie den (1941–2018), niederländischer Radrennfahrer
- Hartog, Arno den (* 1954), niederländischer Hockeyspieler
- Hartog, Diana (* 1942), kanadische Schriftstellerin und Dichterin US-amerikanischer Herkunft
- Hartog, Dirk (1580–1621), niederländischer Seefahrer und Entdecker
- Hartog, Eddy (* 1962), niederländischer Politiker (Volt), Beamter der EU-Kommission
- Hartog, Eduard de (1825–1909), niederländischer Musikkritiker, Dirigent und Komponist
- Hartog, Hans den (* 1942), niederländischer Radrennfahrer
- Hartog, Harold A. (1910–2007), niederländischer Unternehmer
- Hartog, Jacob P. Den (1901–1989), US-amerikanischer Ingenieurwissenschaftler für Mechanik
- Hartog, Jan de (1914–2002), niederländischer Autor
- Hartog, Johannes (1867–1947), deutscher Konteradmiral der Kaiserlichen Marine
- Hartog, Karl (1843–1910), preußischer Generalleutnant
- Hartog, Paul (1868–1942), deutscher Bankier, ermordet im Ghetto Theresienstadt
- Hartog, Wil (* 1948), niederländischer Motorradrennfahrer und Unternehmer
- Hartogensis, Joseph (1822–1865), niederländischer Landschaftsmaler
- Hartogensis, Simon (1827–1905), deutscher Unternehmer und Generalkonsul
- Hartogh, Rudolf Franz (1889–1960), deutscher Landschaftsmaler
- Hartogh, Theo (* 1957), deutscher Musikpädagoge und Musikwissenschaftler
- Hartogs, Friedrich Moritz (1874–1943), deutscher Mathematiker
- Hartogs, Tommie (* 1969), niederländischer Eishockeyspieler und -trainer

### Harton
- Hartonen, Jukka (* 1969), finnischer Skilangläufer
- Hartong, Corrie (1906–1991), niederländische Tänzerin und Choreografin
- Hartong, Franz (1882–1945), deutscher oldenburgischer Politiker
- Hartong, Konrad (1861–1933), deutscher Jurist
- Hartong, Lucas (* 1963), niederländischer Politiker (Partij voor de Vrijheid), MdEP
- Hartong, Sigrid (* 1985), deutsche Soziologin
- Hartono, Andi (* 1989), schwedischer Badmintonspieler
- Hartono, Arianne (* 1996), niederländische Tennisspielerin
- Hartono, Cindana (* 1976), indonesische Badmintonspielerin
- Hartono, Eddy (* 1964), indonesischer Badmintonspieler
- Hartono, Michael Bambang (* 1939), indonesischer Unternehmer
- Hartono, Robert Budi (* 1940), indonesischer UnternehmerRobert Budi Hartono (* 1940)

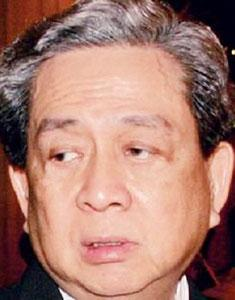
Robert Budi Hartono (* 1940)

- Hartono, Rudy (* 1949), indonesischer Badmintonspieler

### Hartop
- Hârtopeanu, Petre (1913–2001), rumänisch-deutscher Maler und Hochschullehrer